# تریس(تری‌فنیل‌فسفین)رودیوم کربونیل هیدرید
تریس (تری‌فنیل‌فسفین) رودیوم کربونیل هیدرید (انگلیسی: Tris(triphenylphosphine)rhodium carbonyl hydride) یک ترکیب آلی فلزی حاوی رودیوم با فرمول شیمیایی [RhH(CO)(PPh3)3] (Ph = C6H5) است. این ماده به صورت جامد زرد رنگ بوده و در بنزن قابل حل است.